# 2002
2002 (MMII) година е обикновена година, започваща във вторник според Григорианския календар. Тя е втората от третото хилядолетие и третата от 2000-те.
Съответства на:
- 1451 година по Арменския календар
- 6752 година по Асирийския календар
- 2952 година по Берберския календар
- 1364 година по Бирманския календар
- 2546 година по Будисткия календар
- 5762 – 5765 година по Еврейския календар
- 1994 – 1995 година по Етиопския календар
- 1380 – 1381 година по Иранския календар
- 1423 – 1424 година по Ислямския календар
- 4698 – 4699 година по Китайския календар
- 1718 – 1719 година по Коптския календар
- 4335 година по Корейския календар
- 2755 години от основаването на Рим
- 2545 година по Тайландския слънчев календар
- 91 година по Чучхе календара

## Събития
- 28 януари – Самолетът при полет 120 на TAME се разбива в склона на вулкана Кумбал, Колумбия и убива всички 94 души на борда.
- 8 – 24 февруари – В Солт Лейк Сити се провеждат Зимните олимпийски игри 2002.
- 24 март – В Кинотеатър Кодак в Холивуд, Калифорния се състои 74-та церемония по раздаване на наградите „Оскар“, с водеща Упи Голдбърг.
- 15 април – Самолетът при полет 129 на „Чайна Еър“ се разбива в хълм по време на силен дъжд и мъгла близо до Пусан, Южна Корея, умират 129 души.
- 25 април – Южноафриканският предприемач Марк Шатълуърт излита от космодрума Байконур със Союз ТМ-34 и става вторият космически турист.
- 4 май – 103 души са убити и още 51 ранени при самолетна катастрофа близо до международното летище „Малам Амину Кано“, Кано, Нигерия.
- 5 май – След втория тур на президентските избори във Франция, Жак Ширак е преизбран.
- 7 май – Самолетът при полет 6136 на „Чайна Нортърн Еърлайнс“ се разбива в Бохайския залив, близо до летището в Далян, Китай и убива всички 112 души на борда.
- 25 май – Самолетът при полет 611 на „Чайна Еърлайнс“ се разбива в Тайванския проток, загиват 225 души.
- 4 юни – Открит е 50000 Кваоар (Quaoar), транснептунов обект в пояса на Кайпер.
- 14 юни – Създаден е Национален военен университет с решение на XXXIX народно събрание чрез преобразуване и обединяване на Висшето военно общовойсково училище „Васил Левски“ – гр. Велико Търново, Висшето военно училище за артилерия и противовъздушна отбрана „Панайот Волов“ – гр. Шумен и Висшето военновъздушно училище „Георги Бенковски“ – гр. Долна Митрополия.
- 30 юни – Бразилия печели за пети път Световното първенство по футбол, след като побеждава Германия на финала.
- 1 юли – Самолетите при полет 2397 на „BAL Башкириан Еърлайнс“ и полет 611 на „DHL Интернешънъл Авиейшън ME“ се сблъскват във въздуха над Юберлинген, Германия и убиват всички 71 души на борда на двата самолета.
- 4 юли – Самолет „Боинг 707“ на „Престиж Еърлайнс“ се разбива близо до летище „Банги“, Централноафриканската република и убива 28 души.
- 9 юли – Организацията за африканско единство е преобразувана в Африкански съюз.
- август – Големи наводнения в Централна Европа водят до значителни щети и жертви.
- 10 септември – Швейцария се присъединява към Обединените нации.
- 19 септември – В Кот д'Ивоар започва гражданска война.
- 27 октомври – Луис Инасиу Лула да Силва е избран за президент на Бразилия.
- 12 декември – Ханс Еноксен е избран за министър-председател на Гренландия.
- 30 декември – Изригване на вулканичния остров Стромболи води до цунами; впоследствие островът е евакуиран.

## Родени
- 19 януари
  - Едмонд Назарян, български състезател по класическа борба
  - Мартин Атанасов, български футболист
- 9 февруари - Емануел Мирчев, български футболист
- 14 февруари
  - Селин Али, българска състезателка по спортна стрелба
  - Ейми Банкс, ирландска певица
- 23 февруари - Станислав Шопов, български футболист
- 3 март - Лоренцо Музети, италиански тенисист
- 9 март - Кристиян Аслани, албански футболист

- 22 април – Алена Вергова, българска актриса
- 2 май - Нейтън Олдър, нидерландски футболист
- 3 май - Сами Мехмедов, български футболист
- 12 май - Давиде Мазела, италиански футболист
- 18 май - Алина Загитова, руска фигуристка, олимпийска и световна шампионка
- 14 юни - Станислав Работов, български футболист
- 25 юни – Дара Екимова, българска певица
- 9 юли - Светослав Вуцов, български футболист
- 29 август - Дестини Чукуниере, малтийска певица
- 27 септември - Джена Ортега, американска актриса
- 5 октомври - Йордан Анчев, български състезател по планинско колоездене
- 5 ноември - Габриела Йорданова, българска певица
- 25 ноември - Педри, испански футболист
- 4 декември - Иван Димов, български щангист
- 22 декември – Александра Фейгин, българска състезателка по фигурно пързаляне
- 23 декември - Нене Доржелес, малийски футболист
- 30 декември - Лина Кудозович, словенска певица

## Починали
- 17 януари – Камило Хосе Села, испански писател, лауреат на Нобелова награда за литература през 1989 г. (р. 1916 г.)

- 19 януари
  - Вава, бразилски футболист (р. 1934 г.)
  - Франц Инерхофер, австрийски писател (р. 1944 г.)
- 26 януари – Веселин Джигов, български народен певец (р. 1940 г.)
- 28 януари – Астрид Линдгрен, шведска детска писателка (р. 1907 г.)
- 29/30 януари – Даниел Пърл, американски журналист (р. 1963 г.)
- 6 февруари – Макс Перуц, австрийско-британски микробиолог (р. 1914 г.)
- 10 февруари – Джон Ериксон, британски историк (р. 1929 г.)
- 10 февруари – Михаил Герасимов, български химик (р. 1908 г.)
- 13 февруари – Едмар Меднис, американски шахматист (р. 1937 г.)
- 15 февруари – Кевин Смит, американски актьор (р. 1963 г.)
- 21 февруари – Джон Тоу, британски актьор (р. 1942 г.)
- 22 февруари – Чък Джоунс, американски аниматор, сценарист и режисьор (р. 1912 г.)
- 25 февруари – Никон Агатополски, български духовник (р. 1931 г.)
- 4 март – Маргарете Нойман, немска поетеса и белетристка (р. 1917 г.)
- 7 март – Цвятко Анев, български генерал (р. 1911 г.)

- 13 март – Ханс-Георг Гадамер, немски философ (р. 1900 г.)
- 17 март
  - Луизе Ринзер, немска писателка (р. 1911 г.)
  - Васил Митков, български футболист (р. 1943 г.)
- 30 март – Елизабет Боуз-Лайън, кралица на Великобритания (р. 1900 г.)
- 31 март – Слав Караславов, български поет и белетрист (р. 1932 г.)
- 1 април – Симо Хаюха, финландски снайперист (р. 1905 г.)
- 5 април – Лейн Стейли, фронтмен на гръндж групата Alice in chains (р. 1967 г.)
- 6 април – Славка Славова, българска актриса (р. 1924 г.)
- 11 април – Иван Димов, български скулптор (р. 1913 г.)

- 15 април
  - Деймън Найт, американски писател (р. 1922 г.)
  - Богомил Нонев, български писател, журналист, дипломат (р. 1920 г.)
- 18 април – Тур Хейердал, норвежки антрополог (р. 1914 г.)
- 25 април
  - Георги Робев, български диригент (р. 1934 г.)
  - Лиса Лопес, американска певица (р. 1971 г.)
- 2 май – Георги Мицков, български поет (р. 1921 г.)
- 17 май – Ласло Кубала, унгарски футболист и треньор (р. 1927 г.)
- 4 юни – Фернандо Белаунде Тери, перуански политик (р. 1912 г.)
- 17 юни
  - Добри Джуров, български офицер и политик (р. 1916 г.)
  - Фриц Валтер, немски футболист (р. 1920 г.)
- 27 юни – Георги Соколов, български футболист (р. 1942 г.)
- 30 юни – Николай Хайтов, български писател (р. 1919 г.)
- юли – Славе Македонски, български писател, македонист (р. 1931 г.)
- 6 юли – Лазар Колишевски, югославски политик (р. 1914 г.)
- 9 юли – Людия Иванов, български учен (р. 1929 г.)
- 11 юли – Любомир Далчев, български художник и скулптор (р. 1902 г.)
- 14 юли – Алекс Фрейзър, австралийски учен (р. 1923 г.)
- 23 юли
  - Катя Паскалева, българска актриса (р. 1945 г.)
  - Уилям Пиърс, американски политик (р. 1933 г.)
- 27 юли – Христо Фотев, български поет (р. 1934 г.)
- 1 август – Мария Нейкова, българска певица (р. 1945 г.)
- 6 август – Едсхер Дейкстра, холандски информатик (р. 1930 г.)
- 19 август – Едуардо Чилида, испански скулптор, художник (р. 1924 г.)
- 5 септември – Желез Дончев, български дендролог (р. 1921 г.)
- 8 октомври – Милко Балев, български политик (р. 1920 г.)
- 18 октомври – Генчо Стоев, български писател (р. 1925 г.)
- 21 октомври – Петър Корнажев, български политик и юрист (р. 1930 г.)
- 25 октомври – Ричард Харис, ирландски актьор (р. 1930 г.)
- 26 октомври – Мовсар Бараев, чеченски терорист (р. 1979 г.)
- 27 октомври – Светослав Лучников, български юрист и политик (р. 1922 г.)
- 31 октомври – Михалис Стасинопулос, гръцки политик (р. 1903 г.)
- 2 ноември – Чарлс Шефилд, американски писател (р. 1935 г.)
- 7 ноември – Георги Енишейнов, български футболист (р. 1929 г.)
- 18 ноември – Джеймс Кобърн, американски актьор (р. 1928 г.)
- 19 ноември – Ростислав Каишев, български физикохимик (р. 1908 г.)
- 20 ноември – Михаил Кантарджиев, български шахматист (р. 1910 г.)
- 26 ноември – Ружа Делчева, българска актриса (р. 1915 г.)
- 5 декември
  - Симеон Стоянов, български поет (р. 1937 г.)
  - У Не Вин, политически деятел на Мианмар
- 7 декември – Илия Темков, български диригент (р. 1923 г.)
- 12 декември – Николай Амосов, украински хирург (р. 1913 г.)
- 22 декември – Димитър Димитров, български учен и политик (р. 1932 г.)
- 28 декември – Кочо Караджов, стопански деятел (р. 1917 г.)

## Нобелови награди
- Физика – Раймонд Дейвис-младши, Масатоси Косиба, Рикардо Джакони
- Химия – Джон Фен, Коичи Танака, Курт Вютрих
- Физиология или медицина – Сидни Бренър, Робърт Хорвиц, Джон Сълстън
- Литература – Имре Кертес
- Мир – Джими Картър
- Икономика – Даниел Канеман, Вернън Смит

## Филдсов медал
Лоран Лафорг, Владимир Воеводски

## Киното през 2002

### Филми
- Бяхме войници, САЩ
- Еквилибриум, САЩ
- Истинските жени си имат всичко, САЩ
- Люси си търси мъж, САЩ и Франция
- Мръсни хубави неща, САЩ и Обединеното кралство
- Откраднато лято, САЩ
- Призовка за Сара, Германия и САЩ
- Телефонна клопка, САЩ
- Часовете, САЩ
- Хари Потър и Стаята на тайните
- Чикаго, САЩ

Вижте също:
- календара за тази година